# L'Unione Sarda
L'Unione Sarda (La Unión Sarda) es un periódico italiano con sede en Cagliari, (isla de Cerdeña, Italia) y propiedad del empresario italiano Sergio Zuncheddu.
El periódico fue fundado en 1889, es el más antiguo y más popular periódico de Cerdeña. También fue uno de los primeros periódicos europeos en tener su propio sitio web, creado en 1994.